# Q2 System
Pour les articles homonymes, voir Q2.
 (décembre 2016).
Si vous disposez d'ouvrages ou d'articles de référence ou si vous connaissez des sites web de qualité traitant du thème abordé ici, merci de compléter l'article en donnant les références utiles à sa vérifiabilité et en les liant à la section « Notes et références ».

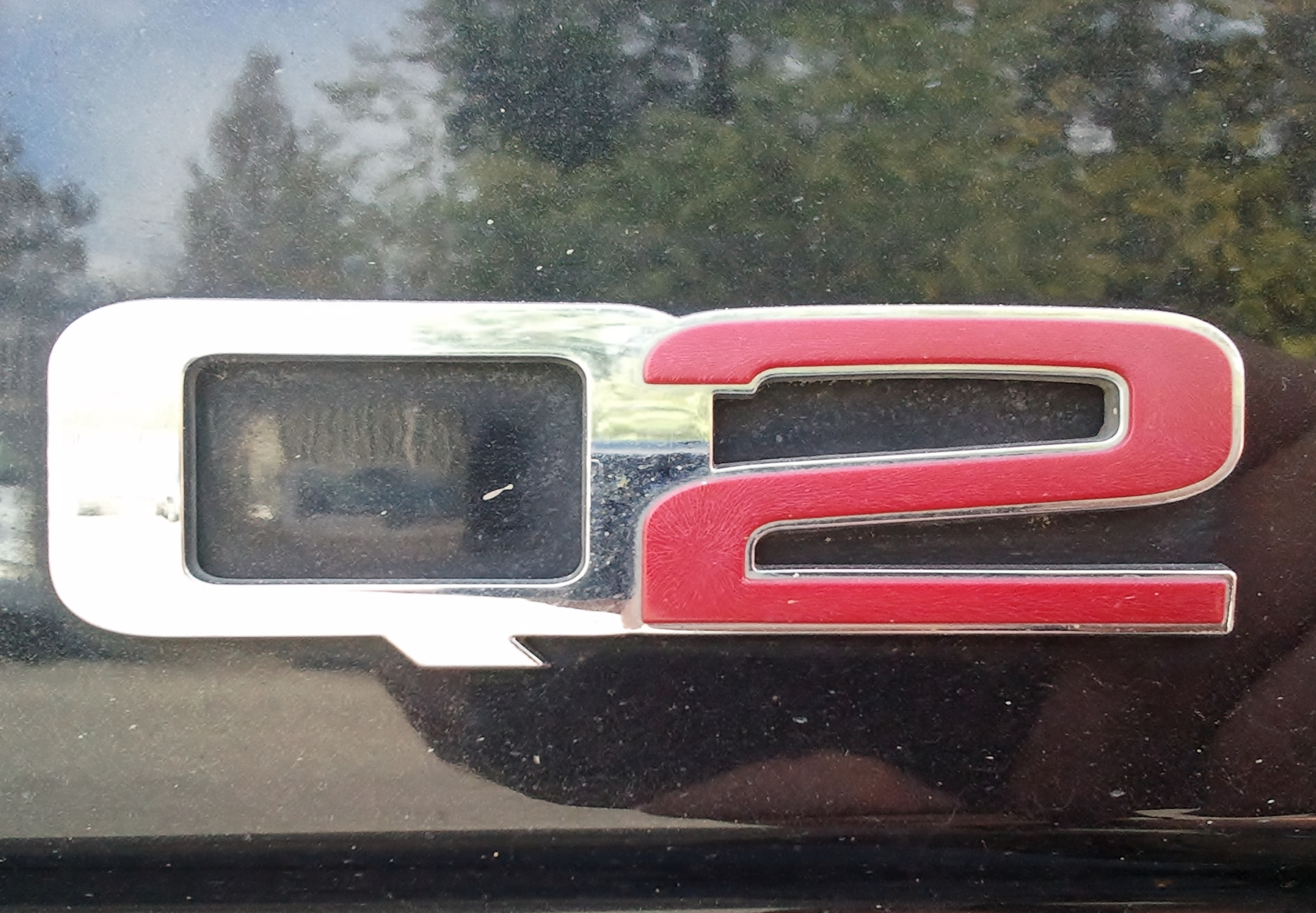
Alfa Romeo Q2 logo

Le système Q2 est un système disponible sur certains véhicules de la marque Alfa Romeo. Il se compose d'un différentiel à glissement limité de type Torsen. Celui-ci a pour but de répartir équitablement le couple entre les 2 roues motrices avant. Le Q2 permet de contrôler dynamiquement le véhicule et diminue fortement les risques de sous-virages. Il agit sur les freins pour ralentir la roue qui patine.

## Alfa GT et Alfa 147 avec système Q2
Alfa Romeo présente le différentiel autobloquant avant Q2, qui améliore encore tous les points forts de la traction avant en matière de sécurité active, tout en optimisant le plaisir de conduite et la maîtrise de la voiture. Très innovant, ce système apporte un certain nombre d'avantages typiques de la traction intégrale, mais avec un poids réduit et à un prix nettement plus accessible. Ce système est associé en exclusivité à la motorisation JTDM de 150 ch qui équipe les modèles Alfa GT et Alfa 147 ; dans un deuxième temps, il sera progressivement étendu à d'autres voitures de la gamme Alfa Romeo. Ce choix tient compte de l'excellent rapport poids/puissance de ce moteur, qui bénéficie de la technologie Common Rail, et en même temps du rôle prépondérant que les motorisations Diesel jouent aussi dans le domaine des voitures de sport. En particulier, le système Q2 se marie parfaitement avec les qualités de couple et de puissance du moteur 1.9 JTDM, en optimisant les performances (déjà excellentes) de la voiture dotée d'un différentiel traditionnel.
Le systèmeI Q2 utilise un différentiel mécanique à patinage limité du type Torsen. Ce dernier réalise une répartition dynamique et continue du couple entre les roues motrices avant, en fonction des conditions de conduite et de l'état de la chaussée. Associé à la suspension avant en quadrilatère, ce système permet une mise au point particulièrement efficace du véhicule.
Les ingénieurs d'Alfa Romeo ont pris en compte l'excellente réputation dont bénéficie la traction avant auprès des clients (ce n'est pas par hasard s'il s'agit de la solution retenue par la plupart des Constructeurs automobiles). Au-delà des avantages offerts par cette architecture (poids, habitabilité, etc.), le comportement sous-vireur de la traction avant permet au conducteur de mieux réagir aux contraintes du véhicule, notamment dans des conditions de conduite extrêmes. D'où la sensation que la traction avant est plus “franche” que la traction arrière. Pour accentuer encore ces avantages, Alfa Romeo a mis au point le système Q2, qui possède tous les points forts de la traction avant, tout en améliorant nettement la tenue de route, la traction et la stabilité lors de la phase de relâchement. En même temps, il atténue l'effet sous- vireur en accélération, l'intervention des commandes électroniques et les vibrations au volant.  Voici deux exemples pratiques qui illustrent les potentialités techniques du système Q2.
Premier cas : dans les virages Lorsqu'on aborde un virage dans des conditions de faible adhérence (routes mouillées, enneigées, glissantes, etc.) ou bien dans la conduite sportive, il y a souvent un risque de perte d'adhérence de la roue interne. Dès que, à cause de l'allègement de la suspension, dû au transfert de charge latérale, le couple au sol se réduit sur la roue interne, le différentiel traditionnel (qui répartit la même valeur de couple sur les deux roues) transfère sur la roue externe le même couple, insuffisant pour assurer une bonne traction. Dans ce cas, la voiture répond de deux manières différentes, en fonction de son niveau de finition. Sur un modèle dépourvu de système ASR - VDC, l'on perçoit le patinage de la roue interne, une certaine perte de contrôle du véhicule (sous-virage important) et l'absence d'accélération à la sortie du virage. En revanche, si la voiture est équipée de système ASR - VDC, l’intervention des dispositifs d'aide à la conduite réduisent la puissance du moteur, en agissant sur le papillon et en empêchant ainsi la modulation de l'accélérateur, ce qui procure une sensation désagréable de perte de puissance.
Dans les deux cas, à la sortie du virage, on aura l'impression d'être immobilisé.
Dès que la roue interne commence de perdre de l'adhérence, le couple est en partie transféré sur la roue externe, ce qui garantit un moindre sous-virage, une plus grande stabilité, une vitesse plus élevée dans le virage et des interventions moins fréquentes des systèmes de contrôle du véhicule. Au profit du plaisir de conduite et d'une maîtrise totale du véhicule.
Second cas : chaussées à faible adhérence Lors de la conduite sur des chaussées à faible adhérence, il arrive souvent que les roues motrices présentent des degrés différents de motricité (par exemple, sur une route enneigée ou mouillée). Dans ces conditions particulières, un démarrage ou une forte accélération peuvent entraîner le patinage de la roue qui adhère le moins, d'où de fortes réactions au volant, des qualités de reprise insuffisantes et la nécessité d'effectuer sans cesse des corrections pour maintenir la trajectoire.
Les effets négatifs sont neutralisés grâce au transfert progressif du couple vers la roue qui peut exploiter le coefficient de frottement plus élevé, ce qui simplifie les démarrages en côte, par exemple à la montagne, tout en facilitant la conduite en présence de conditions très variables de la chaussée.